# Illes Malveiras

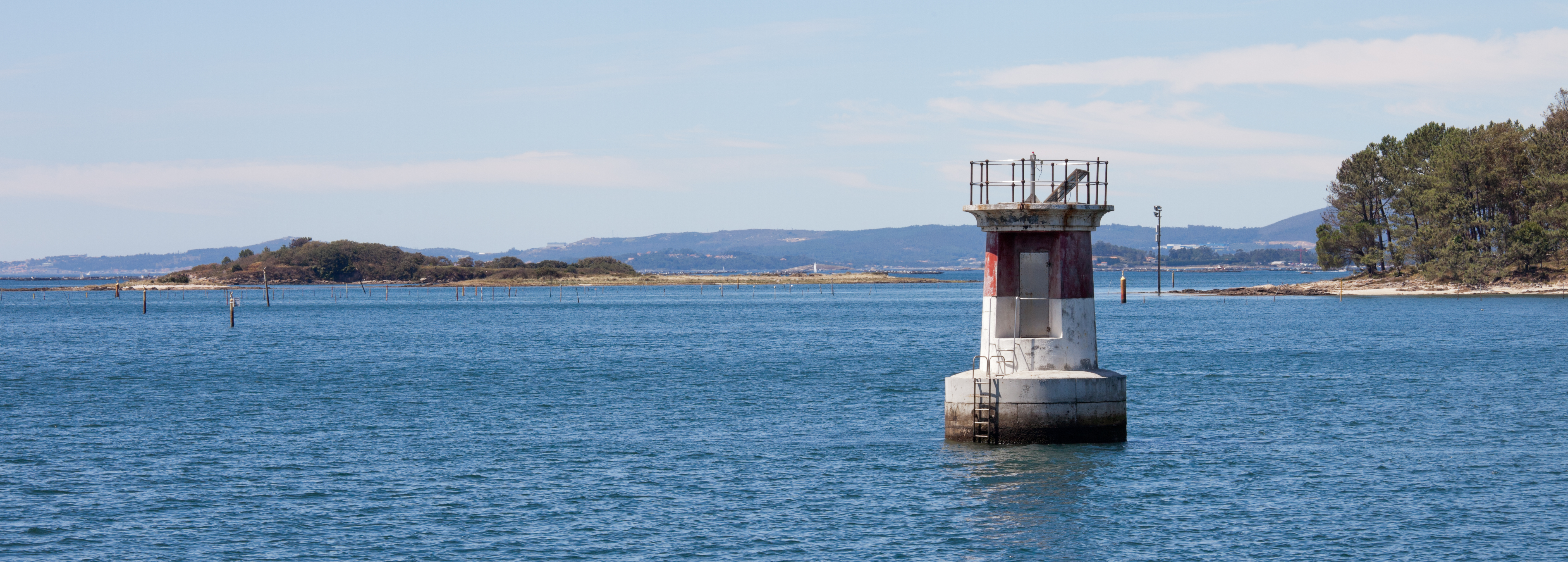
Al fons i a l'esquerra, les illes Malveiras.

Les illes Malveiras són un subarxipèlag gallec que forma part de l'arxipèlag de Cortegada, situat a l'interior de la ria d'Arousa, a la província de Pontevedra. Es troben davant la costa del municipi de Vilagarcía de Arousa al qual pertanyen i formen part del Parc Nacional de les Illes Atlàntiques de Galícia.
Estan situades a l'oest de l'illa de Cortegada i estan formades per dues illes petites, la Malveira Grande i la Malveira Pequena, i un illot, l'illa das Cabras. En total sumen 5,5 hectàrees de superfície.